# Nowy Susk (Ostrołęka)
Pour les articles homonymes, voir Nowy Susk.
Nowy Susk (prononciation : [ˈnɔvɨ ˈsusk]) est un village polonais de la gmina de Rzekuń dans le powiat d'Ostrołęka de la voïvodie de Mazovie dans le centre-est de la Pologne.
Le village compte approximativement une population de 400 habitants.

## Histoire
De 1975 à 1998, le village appartenait administrativement à la voïvodie d'Ostrołęka.